# تفریحگاه کو اولینا
تفریحگاه کو اولینا (به انگلیسی: Ko Olina Resort) یک منطقهٔ مسکونی در ایالات متحده آمریکا است که در شهرستان هونولولو، هاوایی واقع شده‌است. تفریحگاه کو اولینا ۲٫۸ کیلومتر مربع مساحت و ۱٬۷۹۹ نفر جمعیت دارد و ۱۰٫۶۷ متر بالاتر از سطح دریا واقع شده‌است.